# Klaipėda
Klaipėda (pojednostavljeni prijeslov: [klaǐpēda]; poljski: Kłajpeda, njemački: Memel) lučki je grad u Litvi.

## Zemljopisni položaj
Nalazi se na ulazu u Kursku prevlaku, odnosno na mjestu gdje se iz nje isplovljava na Baltičko more.

## Promet
Jedina je litavska morska luka, stoga ima trajektne veze sa Švedskom, Danskom i Njemačkom.

## Povijest
U svojoj povijesti, grad je bio poznat i pod imenom Memel, u vrijeme dok je bio dijelom Pruske i kasnije, Njemačke, a od 1923. godine, otkad je dijelom suvremene Litve, kao Klaipėda.
Neke od građevina u ovom gradu imaju slikoviti "Fachwerk" način gradnje, sličan onome u Njemačkoj, Engleskoj i Danskoj.

## Stanovništvo
Broj stanovnika smanjio se s 207 112 (1992.) na 187 442 (2005.).
Omiljena ljetovališta kraj Klaipede su Nida prema jugu, na Kuronskoj prevlaci, te Palanga prema sjeveru.